# Schrepfersmühle
Die Schrepfersmühle (früher Obere Papiermühle oder Neue Papiermühle) war eine Papiermühle und ein Wasserwerk im Kleinziegenfelder Tal. Sie wird jetzt als Gastwirtschaft mit Biergarten genutzt. Das Anwesen auf einer Höhe von 383 m ü. NHN ist ein Gemeindeteil der Stadt Weismain im Landkreis Lichtenfels (Oberfranken, Bayern).

## Geschichte

### Bau und Nutzungsgeschichte

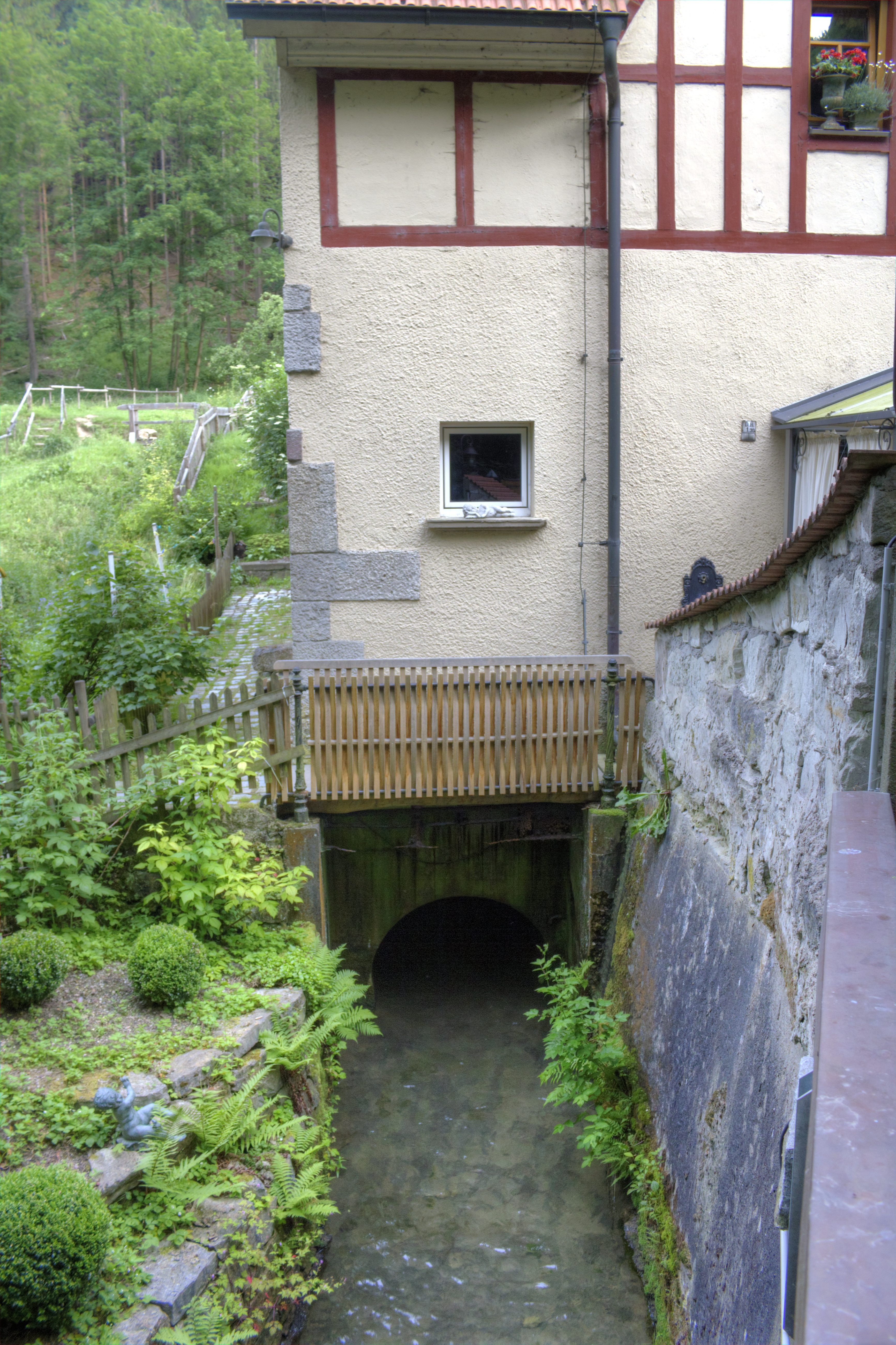
Blick auf den Mühlgraben der Schrepfersmühle, der heute noch eine Turbine zur Stromgewinnung antreibt.
Die Turbine befindet sich in dem Anbau, der über den Mühlgraben reicht.

Die Schrepfersmühle wurde 1736/37 als Papiermühle auf einer Wiese unterhalb von Arnstein errichtet. Nach der weiter flussabwärts gelegenen Waßmannsmühle war sie die zweite Papiermühle im Tal, was ihr die beiden früheren Namen einbrachte. Als Papiermüller wurde 1739 ein Conrad Tempel genannt. Nach seinem Tod lassen sich die Besitzverhältnisse nicht mehr eindeutig klären. Direkt oder indirekt folgte ihm um 1770 Bernhard Knorr (* 1741–1786) nach. Die Mühle gehörte zu diesem Zeitpunkt als markgräflich-brandenburgisch-bayreuthisches Lehen zum Rittergut des Karl Franz von Schaumberg. In der zweiten Hälfte des 18. Jahrhunderts wurde die Mühle, ebenso wie die Bienleinsmühle, im Auftrag des Karl Franz von Schaumberg neu errichtet. Für das Jahr 1795 ist als Papiermüller Andreas Knorr überliefert, ein Sohn des Bernhard Knorr, der die Mühle nach dem Tod seines Vaters übernommen hatte. Dieser wird auch 1809 als Besitzer der Mühle im Häuser- und Rustikalsteuerkataster Kleinziegenfeld genannt. Das Mühlenanwesen verfügte damals neben der Mühle über einen Backofen, eine Leimsiederei, einen Stadel, eine Hofreite sowie mehrere Gärten und Wiesen. Die Mühle gehörte auch um 1809 noch als Lehen den Herren von Schaumberg, an die der Blutzehnt entrichtet werden musste. Im März 1813 erwarb der Arnsteiner Johann Schrepfer die Mühle, und gab mehrere Wiesen an Anton Ludwig Freiherr von Schaumburg zurück, dem die Grundstücke als ehemaliger Lehensmann Knorrs unterstanden. Womöglich wurde die Mühle bereits 1813 abgerissen.
Im Jahr 1832 baute Schrepfer auf dem gegenüberliegenden Ufer eine neue Mühle und erwarb 1843 die Gewerbekonzession als Papierfabrikant. Im Jahr 1847 gehörten zu dem Anwesen neben der zweistöckigen Mühle ein rund 4.300 m² großer Garten mit Wiese, zwei Stadel mit Papierhanghaus, Leimhaus, Backofen und Schweinestallung sowie ein rund 12.000 m² großer Acker. Der damalige Besitzer Johann Schrepfer junior plante den Verkauf der Mühle, wozu es aber vermutlich nicht kam. 1850 wurde die Mühle vereinfacht als „[...] Papiermühle mit Zugehörung und realer Papiermühlgerechtigkeit“ beschrieben. Bereits ab den 1830er Jahren zeichnete sich ebenso wie bei der Waßmannsmühle ab, dass der Betrieb im Konkurrenzkampf mit den neuen Techniken nur mit Schwierigkeiten aufrechtzuerhalten war. Der Papiermüller Johann Schrepfer hatte bereits 1834 vor der Bayerischen Abgeordnetenkammer Beschwerde wegen „Überbürdung mit Gewerbesteuer“ erhoben. Nachdem ein Verkauf 1847 gescheitert war, ging der Betrieb Anfang des Jahres 1851 in Konkurs und wurde im Auftrag des Gläubigers, des Bamberger Bürgerspitals, am 17. März 1851 versteigert. Über den Käufer und die nachfolgenden Besitzer ist nichts bekannt. Erst in den 1870er Jahren kam die Mühle erneut in die Hand der Familie Schrepfer. Letzter Müllermeister war Georg Schrepfer, der Sohn Johanns, mit dessen Tod im Jahr 1879 die Papierproduktion endgültig eingestellt wurde. Ein Jahr später wurde die Trockenhalle abgerissen, im 20. Jahrhundert wurden die übrigen Gebäude abgetragen.
1907 verkaufte der damalige Besitzer die Wasserrechte an einer Quelle sowie das Grundstück der älteren Mühle an den Zweckverband Rothmannsthaler Gruppe. Kurz darauf wurde dort ein Pumpwerk für die Trinkwasserversorgung von Rothmannsthal erbaut, das bis in die 1980er Jahre in Betrieb war. Eine Turbine mit einer Nennleistung von 20 kW dient weiterhin der Stromerzeugung zum Eigenverbrauch. Die Gastwirtschaft mit Biergarten wurde 2004 gegründet.

### Einwohnerentwicklung
Die Tabelle gibt die Einwohnerentwicklung der Schrepfersmühle anhand einzelner Daten wieder.
| Jahr | Einwohner | Anmerkungen                        | Quelle |
| ---- | --------- | ---------------------------------- | ------ |
| 1864 | 0         | Diente vmtl. nur als Arbeitsstätte | [ 10 ] |
| 1871 | 2         |                                    | [ 11 ] |
| 1875 | 2         |                                    | [ 12 ] |
| 1885 | 10        |                                    | [ 13 ] |
| 1900 | 2         |                                    | [ 14 ] |
| 1925 | 5         |                                    | [ 15 ] |
| 1950 | 3         |                                    | [ 16 ] |
| 1961 | 5         |                                    | [ 17 ] |
| 1970 | 5         |                                    | [ 18 ] |
| 1987 | 3         |                                    | [ 19 ] |